# Bize (Pireneje Wysokie)
Bize – miejscowość i gmina we Francji, w regionie Oksytania, w departamencie Pireneje Wysokie.
Według danych na rok 1990 gminę zamieszkiwało 210 osób, a gęstość zaludnienia wynosiła 16 osób/km² (wśród 3020 gmin regionu Midi-Pireneje Bize plasuje się na 853. miejscu pod względem liczby ludności, natomiast pod względem powierzchni na miejscu 879.).